# O Veado Ferido
O veado ferido (El venado herido em espanhol) é uma pintura a óleo da artista mexicana Frida Kahlo criada em 1946. Também é conhecida como O Veado. Nessa obra, Frida Kahlo compartilha sua duradoura dor física e emocional com seu público, como ela fez durante toda a sua obra criativa. Esta pintura em particular foi criada no final da vida de Kahlo, quando sua saúde estava em acentuado declínio. Kahlo combina símbolos pré-Colombianos, budistas e cristãos para expressar seu amplo espectro de influências e crenças.

## Contexto
Frida Kahlo foi atormentada com problemas de saúde de toda a sua vida. Em 1925, ela sofreu um acidente de ônibus que resultou em ferimentos graves em todo o seu corpo. Sua coluna vertebral, costelas, pélvis, perna direita e abdômen ficaram particularmente danificado. Ela teria de lidar com as feridas do acidente por toda a vida. Kahlo pintou esse autorretrato antes de uma operação na coluna vertebral, que a deixaria acamada por quase um ano. Durante sua recuperação, ela usava um espartilho de aço, que pode ser visto em alguns de seus últimos autorretratos. Sua perna direita acabou sendo amputada por conta de uma gangrena.
A variedade de influências culturais reflete a própria situação de Kahlo. Ela tinha um pai alemão e uma mãe mexicana, assim que ela estava ciente das tradições europeias e mexicanos durante a sua infância. Também se sabe que Kahlo teve interesse em religiões orientais nos últimos anos de sua vida.
Em 1940, Kahlo se casou com o artista mexicano Diego Rivera pela segunda vez. Em seu segundo problema, houve, como no primeiro, brigas e traições, o que de certo modo se reflete também na obra.
No período em que ela O veado ferido, Frida Kahlo fez um desenho de um jovem veado no seu diário, inspirado em seu animal de estimação o veado, o Granizo.
O veado ferido foi dada por Frida Kahlo para amigos próximos, Arcady e Lina Boytler, como um presente de casamento.

## Descrição
Em O veado ferido, Frida Kahlo retrata-se como um híbrido animal e humano. Ela tem o corpo de um veado, juntamente com chifres estendendo-se a partir de sua própria cabeça. O cervo está em pé, suas pernas estendidas em ação. Sua perna direita frontal está elevada do chão, como se estivesse ferido ou em movimento. No corpo dele, há nove flechas, criando feridas a partir das quais sangue flui. O veado está em uma floresta; nove árvores estão à sua direita, e um ramo quebrado fica em primeiro plano. Um dos ramos da árvore à direita do primeiro plano está interrompido. O ramo quebrado é proeminente, já que a artista lhe coloca mais detalhes. Kahlo olha estoicamente o espectador, mostrando poucos sinais de dor. Seu pescoço e cabeça estão em riste, alertas. Um conjunto de orelhas de veado surge atrás de Kahlo. Apesar de o céu ser luminoso, um relâmpago atinge a partir de uma nuvem branca. A palavra "carma" aparece escrita no canto inferior esquerdo da pintura, após a assinatura da artista e o ano de criação. Os principais tons são verde, marrom e cinza, bem como pequenas medidas de azul e vermelho. As dimensões físicas são apenas 22,4 x 30 centímetros.

## Interpretação e análise
Nesta pintura, Kahlo compartilha a dor de sua vida com o seu público. A dor que ela representa não é apenas física, mas emocional, associado pelo tormento causado por seu relacionamento com Diego Rivera. Em comparação com os grandes murais de artistas mexicanos de seu tempo, como Diego Rivera, David Alfaro Siqueiros e José Clemente Orozco, as pinturas de Frida Kahlo são pequenas. Alguns críticos interpretam a escala de suas obras como um sinal de isolamento, o que também minimiza a importância das suas dolorosas circunstâncias.
É uma tradição mexicana colocar um galho quebrado em um túmulo. Isso é considerado como um reconhecimento da artista da deterioração de sua saúde. Apesar das feridas no corpo do veado, Kahlo não pinta um rosto de angústia, mas de força.
Estudiosos apontam que os chifres na cabeça de Kahlo cabeça são os de um veado macho. Kahlo está representando a si mesma como parte macho e parte fêmea, bem como misturando elementos de humano e animal. 
Na pintura, a perna direita está levantada do chão, talvez um reflexo da própria deficiência de Kahlo. Na época em que pintou a obra, Kahlo tinha dificuldades para andar, o que ela iria tentar corrigir através de uma cirurgia da coluna mais tarde naquele ano.
Alguns historiadores da arte acreditam que a decisão de Kahlo de retratar-se como macho e fêmea expressa a própria sexualidade da pintora. Essa percepção reconhece sua bissexualidade. Outras interpretações da figura relacionam essa decisão a elementos hermafroditas das crenças pré-colombianas.
O significado da palavra "carma", pintada no canto inferior esquerdo da pintura, é controversa. Era crença de Kahlo que sua vida fora planejada pelo destino e, portanto, ela não poderia impedir as dificuldades que enfrentou.
A influência ao cristianismo está presente com referências à história de São Sebastião, um mártir que foi amarrado a uma árvore e alvejado de flechas.